# فونتانا (کالیفرنیا)
فونتانا (به انگلیسی: Fontana) شهری در شهرستان سن برناردینو، کالیفرنیا ایالت کالیفرنیا است که در سرشماری سال ۲۰۱۰ میلادی، ۱۹۶۰۶۹ نفر جمعیت داشته‌است.